# خط أنابيب تعليمات

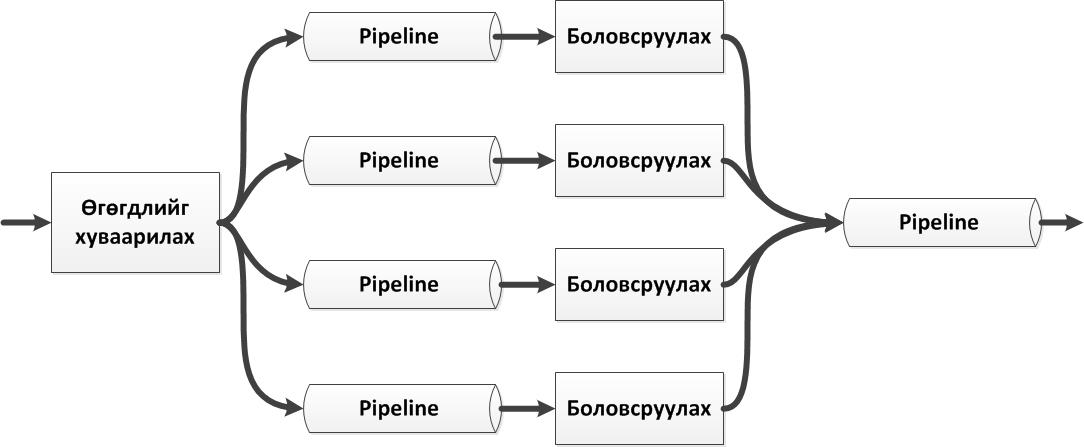

خط أنابيب تعليمات (بالإنجليزية: Instruction pipeline) هي تقنية حديثة خاصة بالمعالجات الدقيقة المستخدمة في الحاسوب.
مثال عوضا عن استخدام خط بطول 10 أمتار لنقل المياة كقطعة واحدة يستبدل بخمس قطع كل منها بطول مترين، أي أن هذه تقنية لا تقوم على اختصار وقت تنفيد أوامر التعليمات بل بزيادة عدد الأوامر خلال فترة الزمن المحدد للتنفيذ.

## مزايا وعيوب
النقل بواسطة خط أنابيب لا يساعد في جميع الحالات. هناك العديد من المساوئ المحتملة. انفجار انبوب التعليمات هو ان يكون بالكامل عبر خط انابيب إذا كان يمكن قبول تعليمات جديدة مع كل دورة أو نبضة جديدة. يذكر ان استخدام تكنولوجيا خط الانابيب في منظومة لا تستخدم التنولوجيا بشكل متكامل يمكن أن يؤدي إلى تأخير التنفيذ الكلي بسبب انتظار نبضة جديدة.

### مزايا النقل بواسطة خط أنابيب
هو انخفاض في الوقت لدورة المعالج، وبالتالي زيادة معدل التعليمات في معظم الحالات. 
ويمكن تصنيف بعض الدوائر التوافقية مثل المجمعات أو المضاعفات تكون أسرع من خلال إضافة المزيد من الدوائر. إذا كان النقل بواسطة خط أنابيب يستخدم بدلا من ذلك، فإنه يمكن توفير ثمن الدوائر مقابل دائرة أكثر تعقيدافي التوافقية. 
عيوب النقل بواسطة خط أنابيب:
وغير المتوالية المعالج ينفذ سوى أمر واحد في وقت واحد. يمنع هذا التأخير فرع واحد فقط (في الواقع، كل فرع يتم تأخير) والمشاكل مع تعليمات المسلسل يجري تنفيذها بشكل متزامن. وبالتالي على تصميم هو أبسط وأرخص للتصنيع. 
الكمون التدريس في غير المتوالية المعالج هو أقل بقليل مما كانت عليه في معادلة المتوالية. ويرجع ذلك إلى حقيقة أن اضافية الوجه يتخبط ويجب أن يضاف إلى مسار البيانات من المعالج عبر خط انابيب. 
وغير المتوالية المعالج سوف يكون له مستقر تعليمات عرض النطاق الترددي. أداء المعالج عبر خط انابيب هو أصعب بكثير من التنبؤ وقد تختلف على نطاق واسع بين مختلف البرامج.

## وصلات خارجية
- Branch Prediction in the Pentium Family (Archive.org copy)
- ArsTechnica article on pipelining
- Counterflow Pipeline Processor Architecture نسخة محفوظة 4 يونيو 2008 على موقع واي باك مشين.